# District de Shakotan

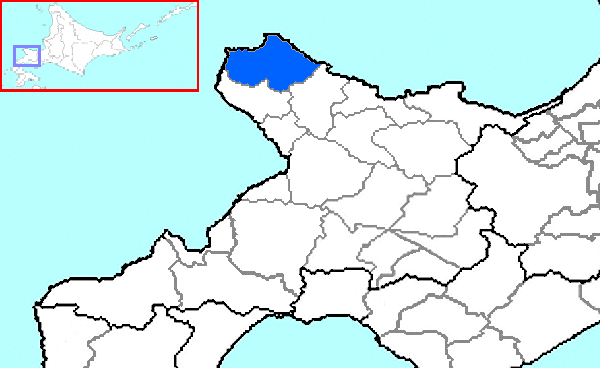
Emplacement du district de Shakotan dans la sous-préfecture de Shiribeshi.

Le district de Shakotan (積丹郡, Shakotan-gun) est un district de la sous-préfecture de Shiribeshi sur l'île de Hokkaidō au Japon.

## Géographie
Le district de Shakotan est situé dans la partie nord de la sous-préfecture de Shiribeshi, à l'ouest de Sapporo. Il recouvre la partie nord de la péninsule de Shakotan.
Au 1er avril 2015, la population du district est estimée à 2 303 habitants pour une superficie totale de 238,14 km2, soit une densité de 9,67 personnes/km2.

## Économie
L'économie du district de Shakotan est principalement organisée autour d'activités agricoles, la pêche et, dans une moindre mesure, le tourisme.

## Histoire
À l'ère Edo, la région sud d'Ezo est sous la domination du clan Matsumae. En 1855, la région de l'actuel district de Shakotan passe sous le contrôle du clan Sakai du domaine de Tsuruoka.
En 1869, après la fin de la guerre civile de Boshin, le bureau de colonisation de Hokkaidō, organisme du gouvernement de Meiji chargé du développement de l'ensemble des territoires situés au nord de l'île principale du Japon, Honshū, effectue un redécoupage administratif de l'île de Hokkaidō en créant 11 provinces, elles-mêmes découpées pour former 86 districts. Le district de Shakotan est créé dans la nouvelle province de Shiribeshi. La réalité administrative de la nouvelle entité juridique ne débute cependant qu'en 1879 avec le découpage des districts en bourgs et villes.

## Bourgs et villages
- Shakotan